# Émile Chanoux
Émile Chanoux (* 9. Januar 1906 in Rovenaud, Gemeinde Valsavarenche; † 18. Mai 1944 in Aosta) war ein italienischer Notar, Politiker, Widerstandskämpfer und Aktivist für die Autonomie des Aostatals.

## Leben
Émile Chanoux war der Sohn von Pierre Chanoux und Élisabeth geb. Carlin. Er besuchte die Schulen in seinem Heimatort Rovenaud und seit 1914 in Villeneuve, dem neuen Wohnort der Familie, und das Gymnasium in Aosta. Nach dem Studium der Rechtswissenschaft promovierte er mit einer Dissertation zum Thema der ethnischen Minderheiten. Danach arbeitete er in Aosta als Rechtsanwalt mit einer eigenen Kanzlei. Er war Redaktor der Zeitschrift Le Duché d’Aoste.
Als Student trat Émile Chanoux der regionalen separatistischen Vereinigung Ligue valdôtaine bei, die 1926 vom faschistischen Staat verboten wurde. 1925 schloss sich Chanoux der neuen Bewegung Jeune Vallée d’Aoste an, die sich der Verteidigung der sprachlichen und kulturellen Identität des Aostatals verschrieben hatte und seit 1933 wegen der Verfolgung durch die staatlichen Behörden nur noch im Untergrund aktiv war. Der Notar trat in der Zwischenkriegszeit als überzeugter Antifaschist auf und wurde 1941 der Anführer der regionalen Gruppe des Comité de libération nationale in Aosta, das ähnlich wie in Frankreich eine Résistancestruktur aufbaute.
Während des Zweiten Weltkriegs traf Émile Chanoux Vertreter der andern französischsprachigen Täler des Piemont, die sich ebenfalls gegen die Unterdrückung der französischsprachigen Minderheit der Alpentäler zur Wehr setzten. Am 19. Dezember 1943 unterzeichneten die Delegierten in Chivasso die auf einem Entwurf des Historikers Frédéric Chabod aus Aosta basierende Déclaration de Chivasso, die das Recht auf regionale Autonomie forderte und das Verbot der traditionellen Minderheitensprachen ablehnte.
Chanoux vertrat die Ansicht, dass die unterdrückten ethnischen und sprachlichen Minderheiten Italiens nur in einem reformierten, föderalistischen Staat, der die soziale und kulturelle Vielfalt garantieren würde, eine sichere Zukunft hätten. Er propagierte das Vorbild der Schweizerischen Eidgenossenschaft als Modell für ein dezentral organisiertes Italien. Um diesem Gedanken zum Durchbruch zu verhelfen, publizierte er die Schrift Fédéralisme et autonomies, die nur im Geheimen gedruckt und vertrieben werden konnte. Das Werk bildete eine wichtige Grundlage für die Autonomiebewegung im Aostatal.
Die faschistische Miliz verhaftete Émile Chanoux am 18. Mai 1944 in seiner Wohnung in Aosta. Noch in der Nacht wurde der Kopf des Comitato di Liberazione Nazionale des Aostatals verhört und gefoltert, offenbar mit dem Ziel, Informationen über die Resistenza im Aostatal zu erhalten. Am nächsten Morgen fand man ihn erhängt in seiner Zelle im Polizeigefängnis von Aosta. Um den Mord zu verschleiern, wurde im Totenschein als Todesursache von einem italienischen SS-Arzt Suizid angegeben.

## Wirkung
In der freiheitlichen Bewegung des Aostatals haben einige den Vorkämpfer gelegentlich als «Märtyrer der Unabhängigkeit» bezeichnet.
Nach dem Zweiten Weltkrieg gab die Stadt Aosta dem zentralen Platz, der früher nach dem König Karl Albert von Sardinien-Piemont benannt war, den neuen Namen nach dem Freiheitskämpfer: Als Place Émile-Chanoux erinnert der Ort an die Anfänge des regionalen Unabhängigkeitskampfes und den Widerstand während des Nazi-Faschismus.
Die Republik Italien verlieh Émile Chanoux posthum 1984 das Heeres-Verdienstkreuz in Silber (Croce d’argento al merito dell’esercito).
Die Stiftung Fondation Émile Chanoux – Institut d’Études fédéralistes et régionalistes setzt sich seit 1994 für die regionale Kultur des Aostatals ein.
Das Musée de la Résistance – centre de documentation Émile Chanoux in Rovenaud, das 2009 dank einem Interregprojekt Italiens, Frankreichs und der Schweiz entstand, informiert über das Leben von Émile Chanoux und Frédéric Chabod.

## Bilder

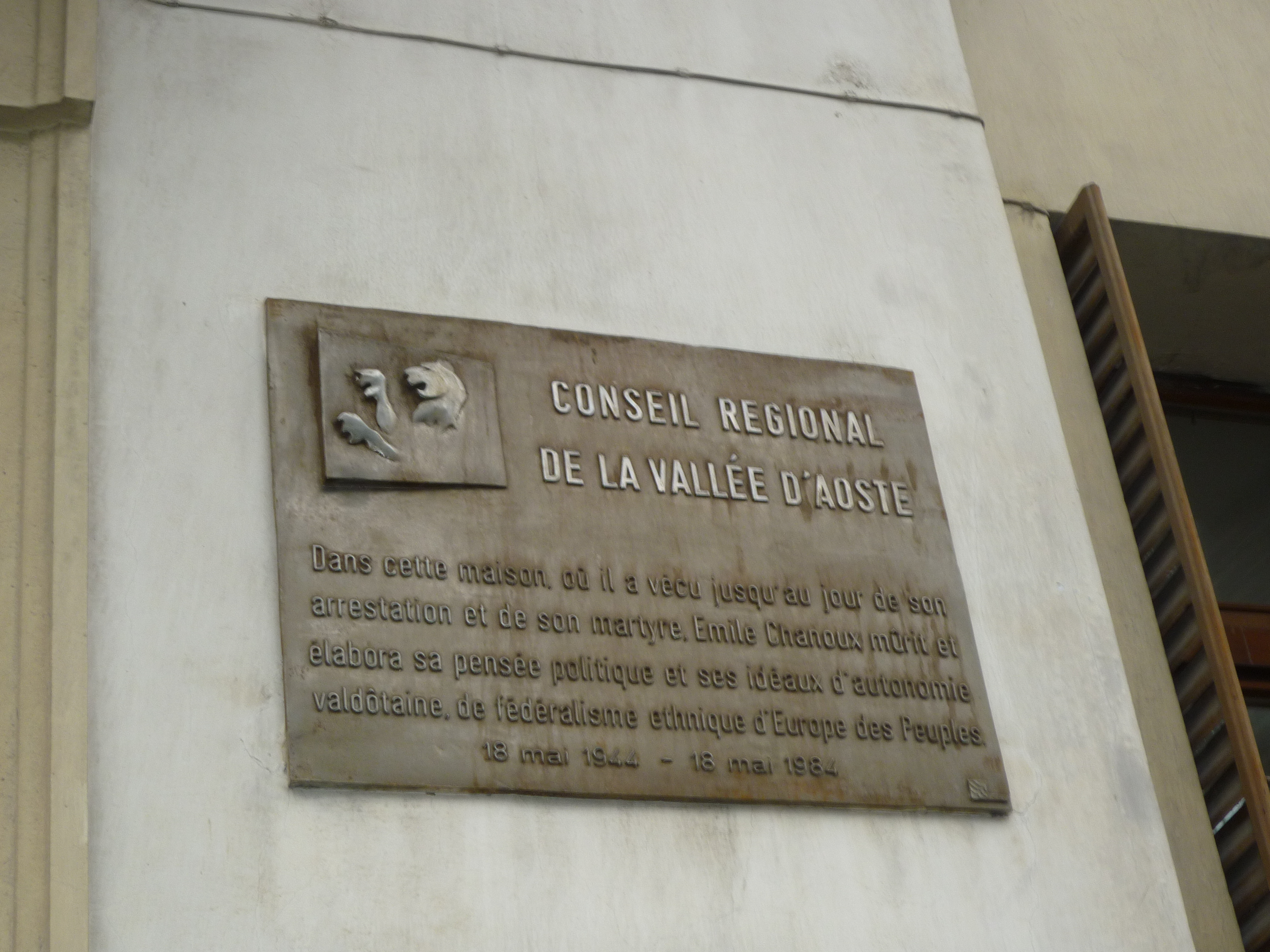
Plakette für Émile Chanoux in Aosta
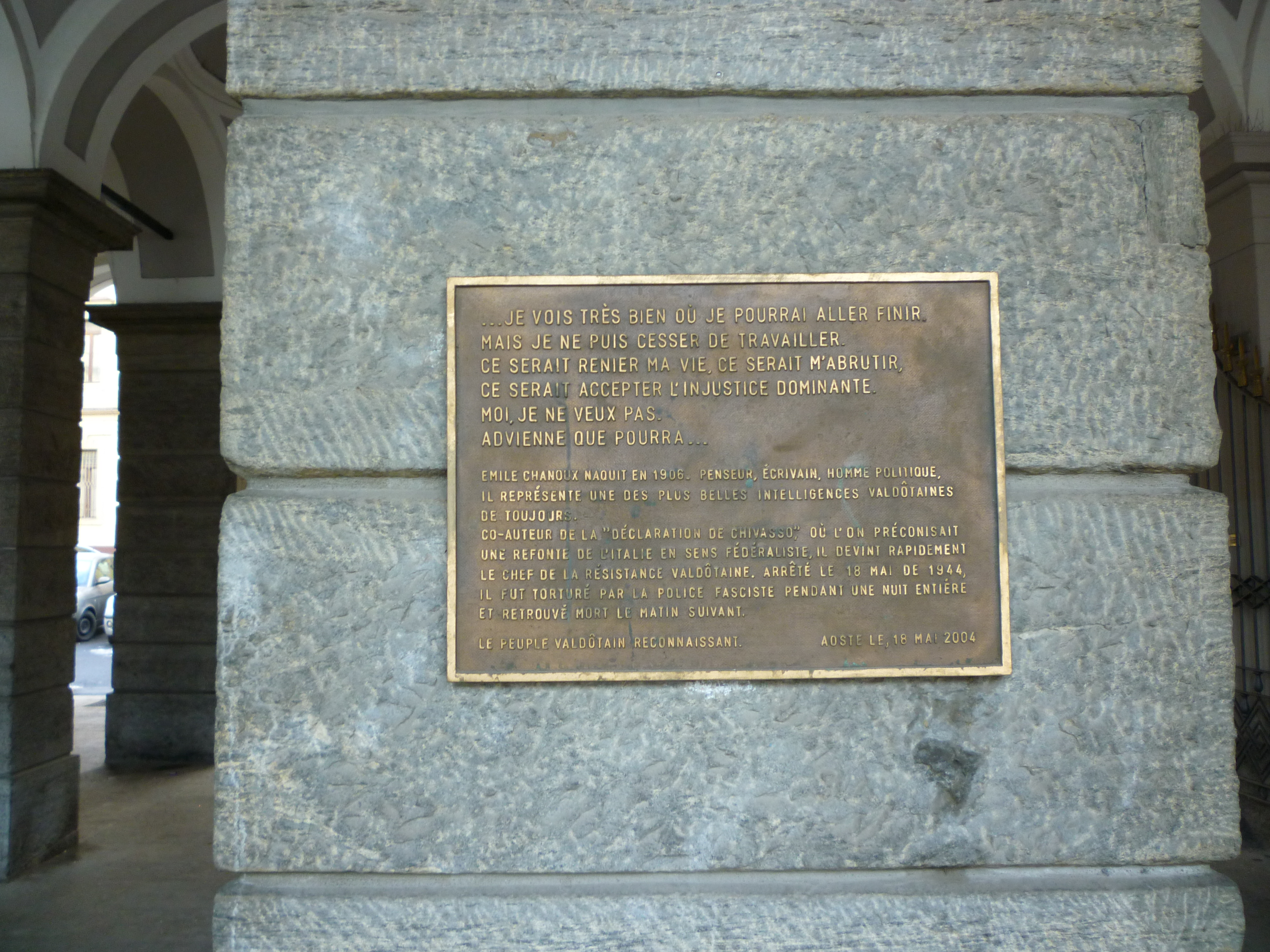
Plakette am Rathaus neben dem Émile-Chanoux-Platz in Aosta
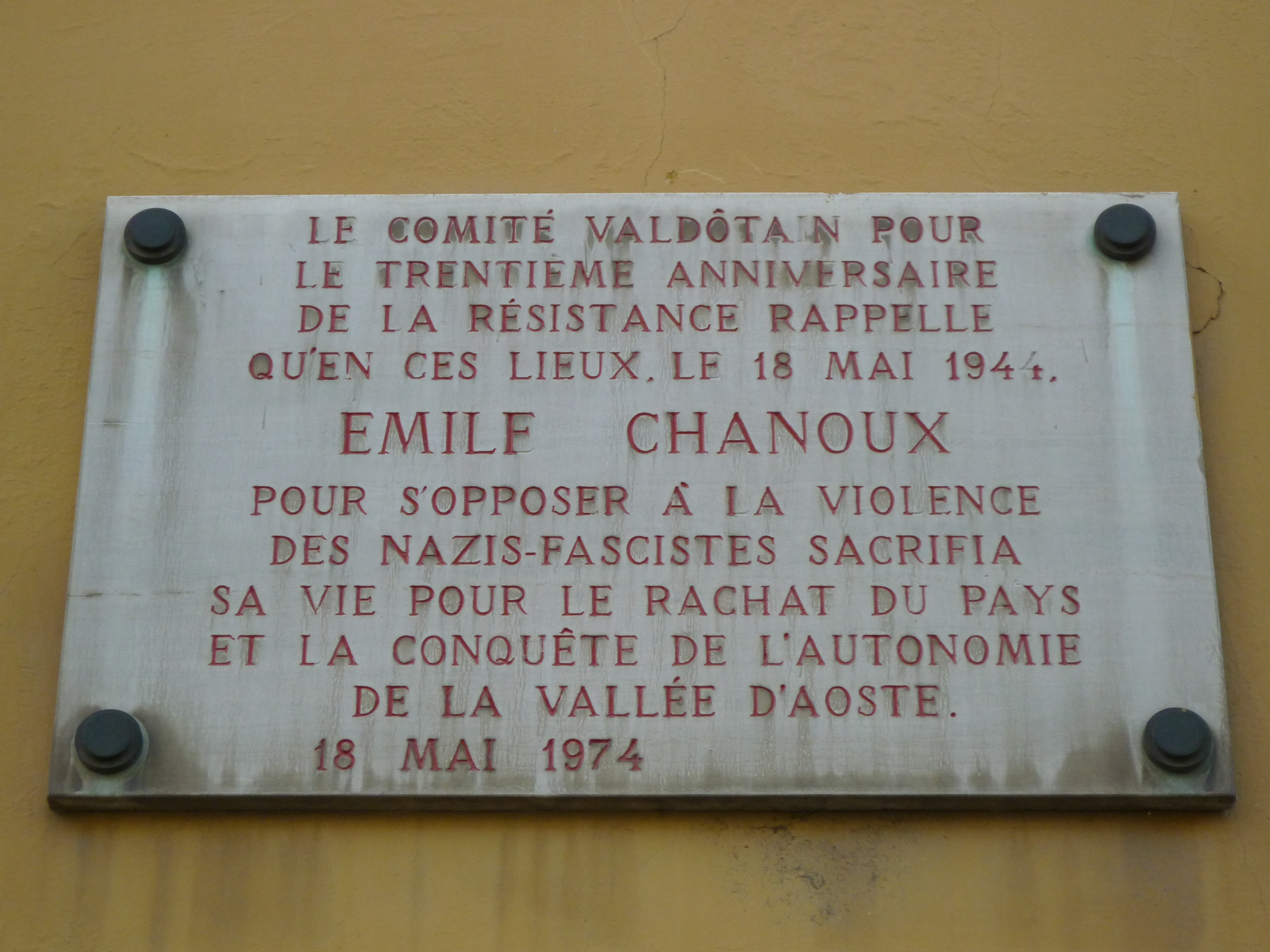
Plakette am Haus, wo Émile Chanoux zu Tode kam
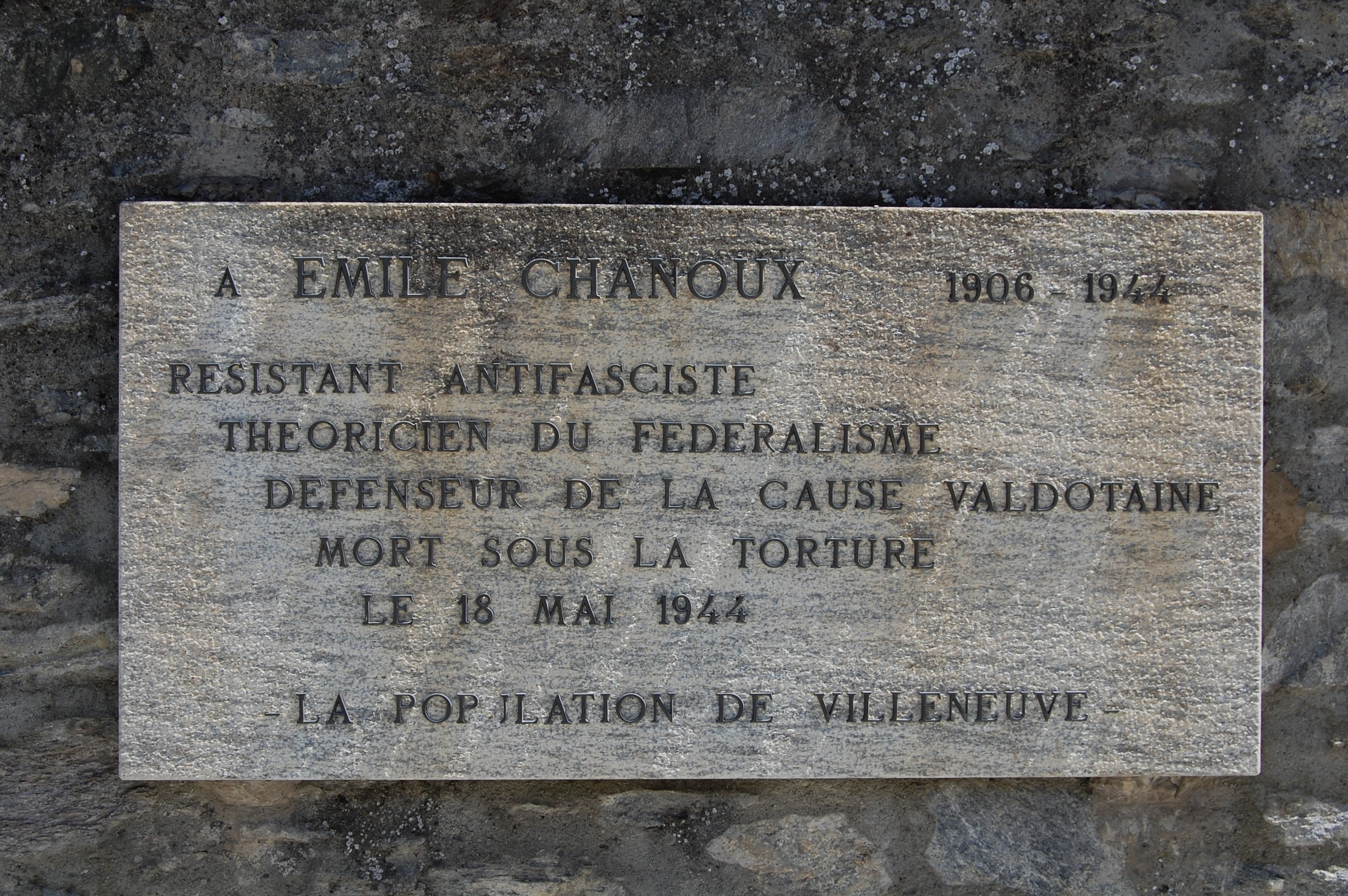
Tafel im Friedhof von Villeneuve
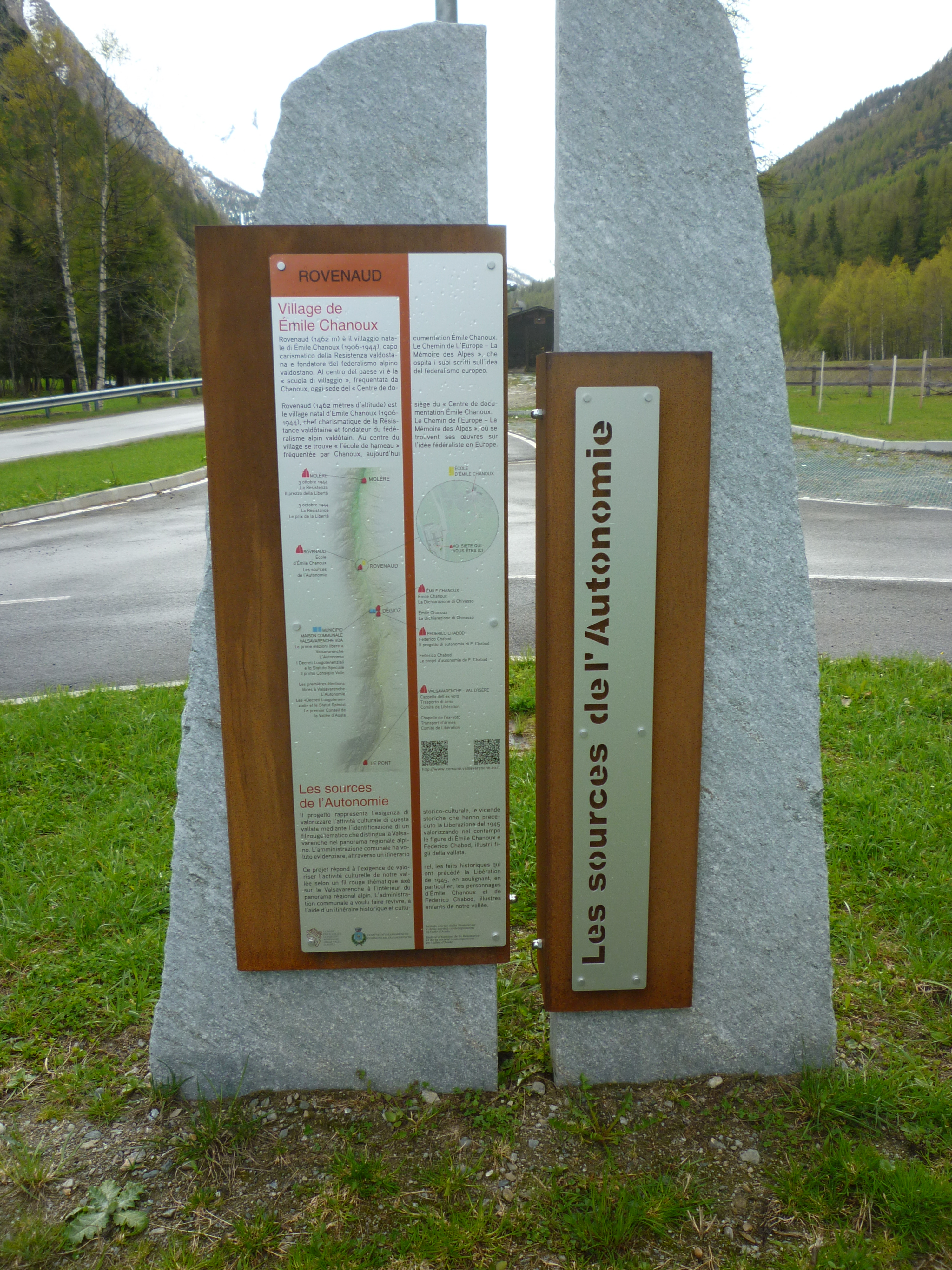
Stele vor dem Museum der Résistance in Valsavarenche

## Schriften
- Delle minoranze etniche nel diritto internazionale. Aosta.
- Federalismo e autonomie. Neuausgabe: Aoste 1960.
- Écrits. Herausgegeben vom Institut historique de la résistance en Vallée d’Aoste, Aosta 1994.